# Зяк-Ішметовська сільська рада
Зяк-Ішме́товська сільська рада (рос. Зяк-Ишметовский сельский совет) — муніципальне утворення у складі Куюргазинського району Башкортостану, Росія. Адміністративний центр — село Зяк-Ішметово.

## Населення
Населення — 835 осіб (2019, 1183 в 2010, 1425 в 2002).

## Склад
До складу поселення входять такі населені пункти:
| Населений пункт      | Населення, осіб (2002) | Населення, осіб (2010) |
| -------------------- | ---------------------- | ---------------------- |
| Зяк-Ішметово, село   | 790                    | 682                    |
| Мар'євка, присілок   | 325                    | 245                    |
| Михайловка, присілок | 310                    | 256                    |